# 통가의 정치
통가의 정치는 입헌군주제를 바탕으로 한다. 국가원수는 통가의 군주인 투포우이다. 행정권은 내각과 총리에게, 입법권은 군주가, 사법권은 대법원에 있다. 그 중 총리는 의회의 과반수의 지지를 얻고서 군주에 의해 임명된다. 통가는 1970년에 영연방에 가입했으며, 1999년에 유엔에 가입하였다.

## 정부의 구성

### 행정부
- 군주 : 아호에이투 투포우 6세
- 총리 : 시아오시 소발레니

내각에는 군주가 포함되지 않지만 군주가 주재할때는 추밀원으로 변한다. 군주는 세습되고, 총리와 부총리는 군주에 의해 종신 재직권을 가지고, 내각은 군주에 의해 임명된다.

### 입법부
- 의회의장 : 파타페히 파카파누아

통가 의회는 통가의 입법부로서 귀족의원과 국민의원으로 구성되어있다. 귀족의원은 9명, 국민의원은 17명으로 26명까지이지만 군주가 추가적으로 의회의원이 아닌 4명을 내각으로 임명하여 의회의원의 권한까지 부여할 수 있다.

### 사법부
- 대법원장 : 마이클 디싱턴 스콧

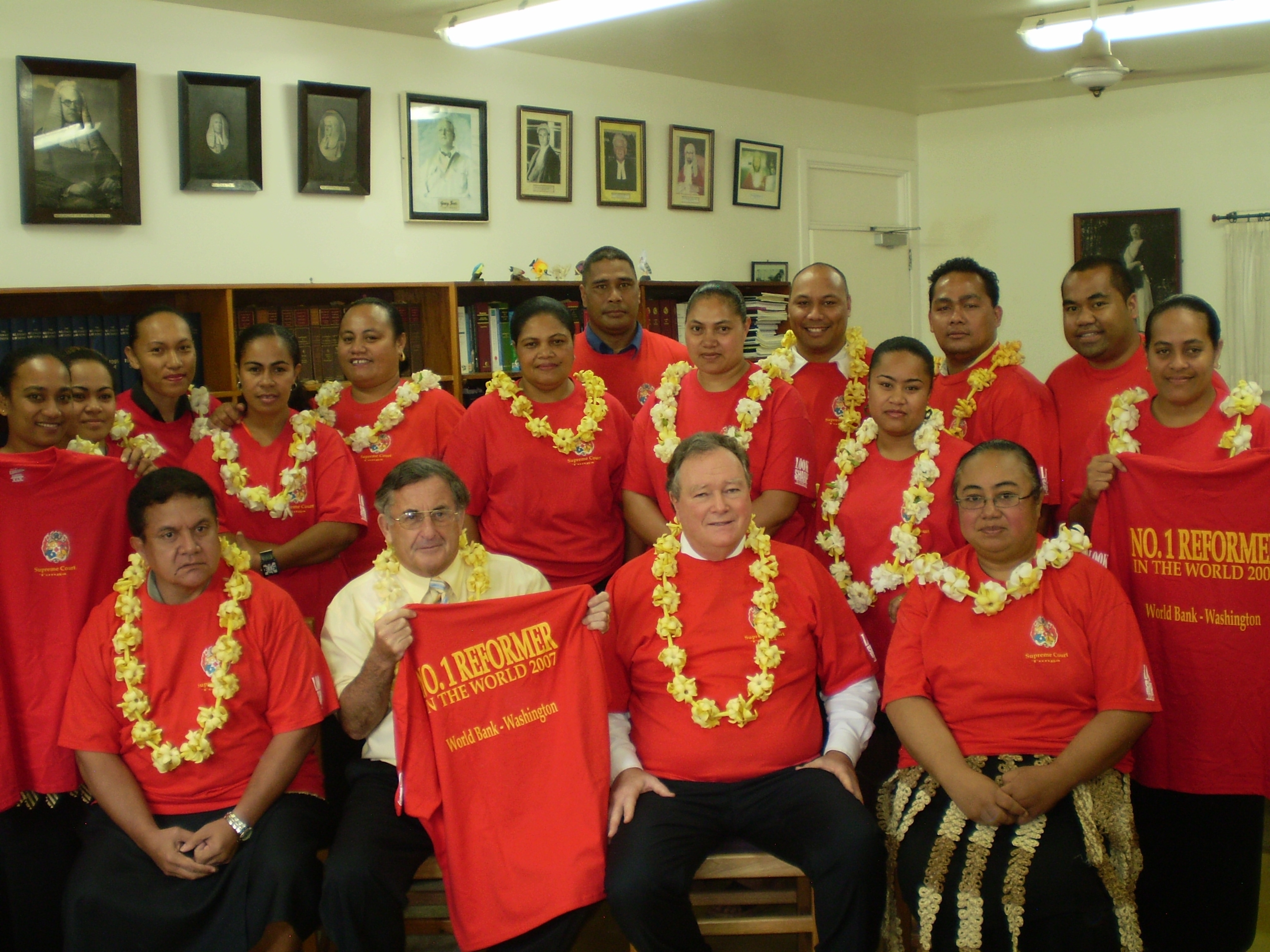
통가의 대법원 (2007년)

통가의 사법부는 대법원이 통솔하며 항소법원, 대법원, 치안 법원, 토지 법원으로 구성되어있다. 판사들은 모두 군주에 의해 임명된다.

## 정당
- 프렌들리 제도 민주당
- 인민민주당
- 지속적인 국가건설당
- 통가 민주노동당

통가는 4개의 정당이 활동 중이다. 그 중 프렌들리 제도 민주당만이 원내 정당이자 내각을 구성하는 여당이며, 나머지 3개의 정당은 모두 원외 정당이다. 통가 의회에는 9석을 통가 귀족들에게 의회의원의 권한을 부여한다. 9명의 귀족의원들은 국민의원과는 별개의 선거를 치르며 이들은 모두 무소속이다.

## 선거

### 의회의원 선거
- 가장 최근의 총선거 : 2021년 통가 총선거
- 가장 최근의 재선거 : 2016년 통가 재선거 (바바우 16선거구)
- 가장 최근의 보궐선거 : 2011년 통가 보궐선거 (통가타푸 9선거구)

## 행정 구역
통가는 통가타푸, 하파이, 바바우로 총 3개의 구역으로 나뉜다. 각 구역의 장은 1965년부터 주민들이 직접 선출했으며, 선출된 시장과 군수는 지방정부로서의 권한을 가진다.

## 같이 보기
- 통가